# Pristimantis fenestratus
Eleutherodactylus fenestratus là một loài động vật lưỡng cư trong họ Strabomantidae, thuộc bộ Anura. Loài này được Steindachner mô tả khoa học đầu tiên năm 1864.

## Hình ảnh

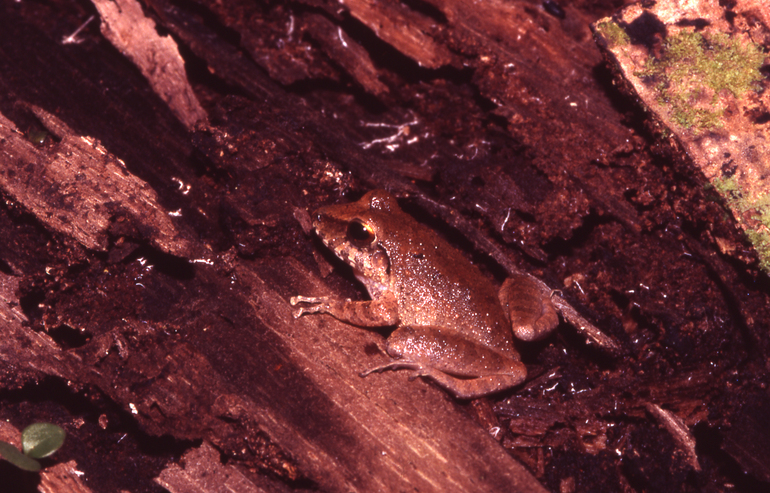
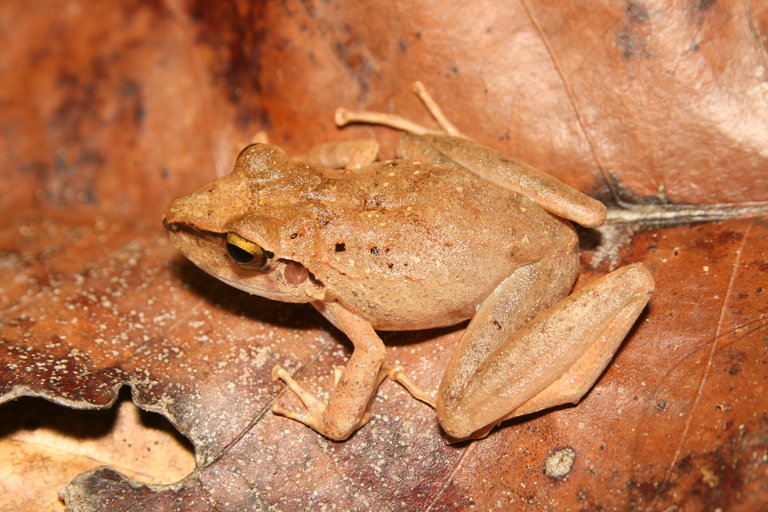
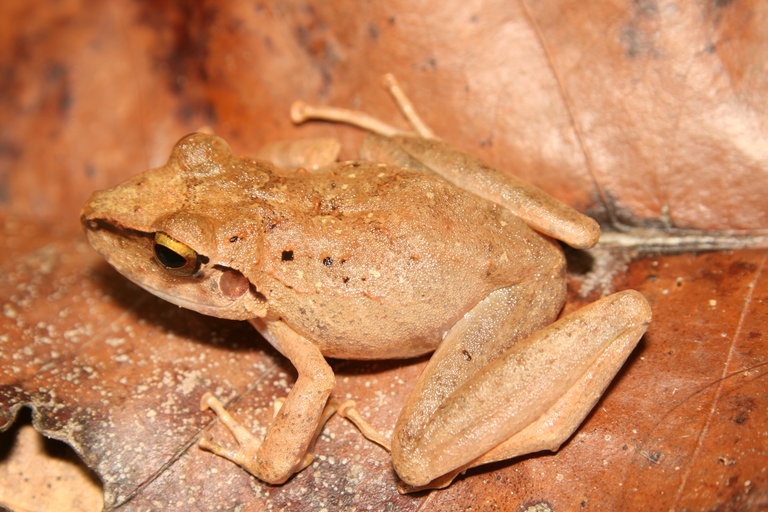